# Festival du film de Zlín
 (décembre 2023).
Si vous disposez d'ouvrages ou d'articles de référence ou si vous connaissez des sites web de qualité traitant du thème abordé ici, merci de compléter l'article en donnant les références utiles à sa vérifiabilité et en les liant à la section « Notes et références ».
Le festival du film de Zlín, également connu sous le nom de Festival international du film pour les enfants et les jeunes (en tchèque : Mezinárodní festival filmů pro děti a mládež), est un festival annuel de films pour enfants se déroulant à Zlín en Tchéquie. 

## Histoire
Fondé en 1961, son public est principalement composé d'enfants et de jeunes de la région de Zlín (alors en Tchécoslovaquie), mais aussi d'étudiants, de visiteurs et de professionnels du cinéma du monde entier qui y assistent à des projections nocturnes associées à une dramaturgie appropriée.